# 이규서
이규서(李圭曙, 1993년 ~ )는 대한민국의 지휘자이다.

## 주요경력
서울대학교 작곡과(지휘전공)와 동 대학원 음악과(지휘전공)에서 학사와 석사학위를 취득했다. 이후 유럽으로 건너가 오스트리아 빈 국립음악예술대학교 지휘과에서 최고연주자과정을 졸업했다. 이후 명지휘자들의 요람인 키지아나 음악원에서 거장 다니엘레 가티를 사사했다. 빈에서의 수학 중 지휘연수 수혜자로 빈 심포니 오케스트라 지휘를 시작으로 프라하 필하모니아, 덴마크 방송 교향악단 등을 지휘해오고 있다. 2022년 이태리 시에나 국제음악제에서 로시니 《Il figlio per azzardo》를 지휘하며 유럽무대에 오페라 지휘자로도 데뷔했다.

## 활동
5세 때 바이올린을 시작하여, 서울시립청소년교향악단과의 협연으로 데뷔했다. 유년시절 지역의 청소년 교향악단에서 10년 가까이 악장으로 활동하며 이를 바탕으로 지휘를 공부하였고, 서울대 음대에 입학해서는 임헌정을, 동 대학원에서는 장윤성을 사사했다. 빈국립음대에서는 시묜 피론코프를 사사했다. 이밖에도 다니엘레 가티, 안드레스 오로즈코-에스트라다, 필립 오깅, 마린 알솝, 데이비드 로버트슨, 요하네스 프린츠 등 유수의 지휘자들에게 가르침을 받았다.
20세에 예술의전당에 지휘자로 데뷔했고, 22세에 인천시립교향악단을 지휘하며 국공립교향악단 포디움에 데뷔한 이래 국내 주요 교향악단들과 예술의전당, 롯데콘서트홀, 아트센터 인천 등의 기획연주 등에 초청받고 있다.
2014년 서울음대 재학시절 설립한 오케스트라 앙상블 서울(OES)의 예술감독을 맡아 현재까지 이끌고 있다. 중앙무대에서 좀처럼 보기 힘들었던 '수준 높은 연주력의 프로젝트 오케스트라'로 성장시켰다는 평가를 받는다. 이 단체와 2018년부터 2022년까지 베토벤 탄생 250주년을 기념하여 <베토벤 교향곡 & 피아노 협주곡 전곡시리즈>를 민간자본으로 운영되는 비국공립 단체로써는 최초로 서울 예술의전당에서 완주했다. 이 프로젝트에는 이진상, 문지영, 김태형, 김규연, 최희연 등 한국을 대표하는 거물급 피아니스트들이 출연하여 화제가 되었다. 동시대 음악에도 깊은 관심이 있어 TIMF앙상블, 국립국악원창작악단 등과 활발히 협업하고 있다.
최근 서울예술고등학교를 찾아 오케스트라 마스터클래스를 가졌고, 지휘자로서는 최초로 스타인웨이 서울의 초청으로 마스터클래스를 열고 수익금 전액은 음악교육 격차 해소를 위한 사업에 지원하는 등 음악을 통한 사회공헌에도 노력하고 있다.
한국예술평론가협의회로부터 올해의 예술가상 음악부문 주목할 예술가상을 수상(2018)했다. 2019년에는 월간 객석이 선정한 차세대 지휘자 9인에 이름을 올렸다. 2020년에는 Noblesse지가 매해 초 발표하는 사회 각 분야의 라이징스타로 클래식 음악 분야를 대표하여 선정되었다. 음반으로는 오케스트라 앙상블 서울을 지휘한 《베토벤: 교향곡 3번》(2022, NCM Klassik) 《모차르트: 교향곡 29번 & 현악 세레나데》(2018, NCM Klassik)가 있다. 